# عائشة محمد (سياسية إثيوبية)
عائشة محمد موسى (مواليد 1970) هي مهندسة وسياسية إثيوبية تشغل حاليًا منصب وزيرة الدفاع منذ 20 مايو 2024 للمرة الثانية في هذا المنصب، المرة الأولى من أكتوبر 2018 إلى أبريل 2019. وقد شغلت سابقًا منصب وزيرة الري وتنمية المناطق المنخفضة من 6 أكتوبر 2021. كما شغلت سابقًا منصب وزيرة البناء والتنمية الحضرية من 18 أبريل 2019 إلى 6 أكتوبر 2021.

## الحياة التعليمية
عائشة محمد مسلمة من منطقة عفار في شمال شرق إثيوبيا. حصلت على درجة في الهندسة المدنية وماجستير في القيادة التحويلية والتغيير.

## الحياة المهنية
عائشة محمد مهندسة مدنية وشغلت سابقًا منصب وزيرة البناء. كما شغلت منصب وزيرة السياحة والثقافة. تم تعيينها وزيرة للدفاع من قبل رئيس الوزراء أبي أحمد في 16 أكتوبر 2018، وهي واحدة من عشر نساء تم تعيينهن في مجلس الوزراء المكون من عشرين عضوًا، مما يجعل إثيوبيا ورواندا الدولتين الأفريقيتين الوحيدتين اللتين تتمتعان بتمثيل متساوٍ بين الجنسين في حكومتيهما. كانت محمد أول وزيرة دفاع في البلاد. في 18 أبريل 2019، تم تعيينها وزيرة للتنمية الحضرية والبناء. في 20 مايو 2024، شغلت منصب وزيرة الدفاع مرة أخرى.